# Peprilus paru
Peprilus paru is een  straalvinnige vissensoort uit de familie van de grootbekken (Stromateidae). De wetenschappelijke naam van de soort is gepubliceerd in 1758 door Linnaeus als Stromateus paru in de tiende editie van Systema naturae.
De soort staat op de Rode Lijst van de IUCN als niet bedreigd, beoordelingsjaar 2009.